# Lista di asteroidi (683001-684000)
Di seguito una lista di asteroidi dal numero 683001  al 684000 con data di scoperta e scopritore.

## 683001–683100
| Nome   | Designazione provvisoria | Data di scoperta  | Scopritore              |
| ------ | ------------------------ | ----------------- | ----------------------- |
| 683001 | 2007 GQ10                | 11 aprile 2007    | Spacewatch              |
| 683002 | 2007 GO15                | 11 aprile 2007    | Mount Lemmon Survey     |
| 683003 | 2007 GP15                | 20 marzo 2007     | Mount Lemmon Survey     |
| 683004 | 2007 GS31                | 7 aprile 2007     | Mount Lemmon Survey     |
| 683005 | 2007 GD33                | 11 aprile 2007    | Spacewatch              |
| 683006 | 2007 GR35                | 14 aprile 2007    | Spacewatch              |
| 683007 | 2007 GP44                | 14 aprile 2007    | Spacewatch              |
| 683008 | 2007 GR49                | 15 aprile 2007    | Spacewatch              |
| 683009 | 2007 GC57                | 15 aprile 2007    | Spacewatch              |
| 683010 | 2007 GY57                | 15 marzo 2007     | Mount Lemmon Survey     |
| 683011 | 2007 GU62                | 15 aprile 2007    | Spacewatch              |
| 683012 | 2007 GA68                | 15 aprile 2007    | Spacewatch              |
| 683013 | 2007 GN76                | 12 marzo 2007     | Spacewatch              |
| 683014 | 2007 GJ77                | 15 marzo 2007     | Spacewatch              |
| 683015 | 2007 GY77                | 14 aprile 2007    | Mount Lemmon Survey     |
| 683016 | 2007 GO78                | 13 aprile 2013    | Pan-STARRS              |
| 683017 | 2007 GC80                | 8 ottobre 2015    | Pan-STARRS              |
| 683018 | 2007 GY80                | 29 settembre 2009 | Mount Lemmon Survey     |
| 683019 | 2007 GZ80                | 10 ottobre 2015   | Pan-STARRS              |
| 683020 | 2007 GU81                | 14 aprile 2007    | Mount Lemmon Survey     |
| 683021 | 2007 HY2                 | 16 aprile 2007    | Mount Lemmon Survey     |
| 683022 | 2007 HG10                | 18 aprile 2007    | Mount Lemmon Survey     |
| 683023 | 2007 HQ21                | 18 aprile 2007    | Spacewatch              |
| 683024 | 2007 HG29                | 19 aprile 2007    | Mount Lemmon Survey     |
| 683025 | 2007 HD32                | 18 novembre 2001  | Spacewatch              |
| 683026 | 2007 HM33                | 19 aprile 2007    | Spacewatch              |
| 683027 | 2007 HH39                | 20 aprile 2007    | Spacewatch              |
| 683028 | 2007 HE40                | 20 aprile 2007    | Mount Lemmon Survey     |
| 683029 | 2007 HJ41                | 20 aprile 2007    | Spacewatch              |
| 683030 | 2007 HG42                | 22 aprile 2007    | Mount Lemmon Survey     |
| 683031 | 2007 HB46                | 9 ottobre 2004    | Spacewatch              |
| 683032 | 2007 HE47                | 20 aprile 2007    | Mount Lemmon Survey     |
| 683033 | 2007 HQ48                | 17 novembre 2001  | A. C. Becker            |
| 683034 | 2007 HZ52                | 20 aprile 2007    | Spacewatch              |
| 683035 | 2007 HO56                | 22 aprile 2007    | Mount Lemmon Survey     |
| 683036 | 2007 HD59                | 7 aprile 2007     | Mount Lemmon Survey     |
| 683037 | 2007 HG62                | 17 marzo 2007     | Spacewatch              |
| 683038 | 2007 HB64                | 22 aprile 2007    | Mount Lemmon Survey     |
| 683039 | 2007 HR64                | 22 aprile 2007    | Mount Lemmon Survey     |
| 683040 | 2007 HW65                | 11 marzo 2007     | Mount Lemmon Survey     |
| 683041 | 2007 HH70                | 19 aprile 2007    | Spacewatch              |
| 683042 | 2007 HZ70                | 20 aprile 2007    | Spacewatch              |
| 683043 | 2007 HB73                | 22 aprile 2007    | Spacewatch              |
| 683044 | 2007 HH75                | 7 gennaio 2006    | Spacewatch              |
| 683045 | 2007 HJ79                | 23 aprile 2007    | Mount Lemmon Survey     |
| 683046 | 2007 HK79                | 23 aprile 2007    | Mount Lemmon Survey     |
| 683047 | 2007 HM80                | 25 ottobre 2005   | Spacewatch              |
| 683048 | 2007 HM82                | 25 aprile 2007    | Mount Lemmon Survey     |
| 683049 | 2007 HJ88                | 6 giugno 2018     | Pan-STARRS              |
| 683050 | 2007 HK91                | 18 aprile 2007    | Mount Lemmon Survey     |
| 683051 | 2007 HP94                | 23 aprile 2007    | A. Grazian, R. Gredel   |
| 683052 | 2007 HK96                | 26 aprile 2007    | Spacewatch              |
| 683053 | 2007 HW98                | 3 maggio 2016     | Mount Lemmon Survey     |
| 683054 | 2007 HK100               | 25 aprile 2007    | Mount Lemmon Survey     |
| 683055 | 2007 HN100               | 25 aprile 2007    | Mount Lemmon Survey     |
| 683056 | 2007 HP100               | 26 aprile 2007    | Mount Lemmon Survey     |
| 683057 | 2007 HU100               | 26 aprile 2007    | Spacewatch              |
| 683058 | 2007 HE101               | 22 aprile 2007    | Mount Lemmon Survey     |
| 683059 | 2007 HP101               | 29 marzo 2012     | Pan-STARRS              |
| 683060 | 2007 HV101               | 19 aprile 2007    | Spacewatch              |
| 683061 | 2007 HH102               | 10 ottobre 2015   | Pan-STARRS              |
| 683062 | 2007 HL102               | 12 ottobre 2013   | Spacewatch              |
| 683063 | 2007 HR102               | 24 aprile 2007    | Mount Lemmon Survey     |
| 683064 | 2007 HA103               | 2 settembre 2011  | Pan-STARRS              |
| 683065 | 2007 HQ103               | 10 giugno 2016    | Pan-STARRS              |
| 683066 | 2007 HZ104               | 7 dicembre 2015   | S. Hellmich, S. Mottola |
| 683067 | 2007 HF105               | 15 ottobre 2014   | Spacewatch              |
| 683068 | 2007 HG105               | 28 settembre 2011 | Spacewatch              |
| 683069 | 2007 HY105               | 19 aprile 2007    | Mount Lemmon Survey     |
| 683070 | 2007 HH106               | 14 settembre 2017 | Pan-STARRS              |
| 683071 | 2007 HL106               | 14 ottobre 2009   | Mount Lemmon Survey     |
| 683072 | 2007 HM106               | 17 luglio 2013    | Pan-STARRS              |
| 683073 | 2007 HO107               | 10 febbraio 2011  | Mount Lemmon Survey     |
| 683074 | 2007 HB108               | 24 settembre 2014 | Mount Lemmon Survey     |
| 683075 | 2007 HP108               | 27 settembre 2009 | Mount Lemmon Survey     |
| 683076 | 2007 HV108               | 28 luglio 2014    | Pan-STARRS              |
| 683077 | 2007 HW111               | 25 aprile 2007    | Mount Lemmon Survey     |
| 683078 | 2007 HX112               | 20 aprile 2007    | Mount Lemmon Survey     |
| 683079 | 2007 HA113               | 25 aprile 2007    | Mount Lemmon Survey     |
| 683080 | 2007 HH113               | 25 aprile 2007    | Mount Lemmon Survey     |
| 683081 | 2007 HK115               | 20 aprile 2007    | Mount Lemmon Survey     |
| 683082 | 2007 HM115               | 19 aprile 2007    | Mount Lemmon Survey     |
| 683083 | 2007 HN117               | 20 aprile 2007    | Spacewatch              |
| 683084 | 2007 JB6                 | 9 maggio 2007     | Mount Lemmon Survey     |
| 683085 | 2007 JV8                 | 9 maggio 2007     | Mount Lemmon Survey     |
| 683086 | 2007 JM9                 | 1 aprile 2007     | NEAT                    |
| 683087 | 2007 JP10                | 20 aprile 2007    | Mount Lemmon Survey     |
| 683088 | 2007 JE24                | 9 maggio 2007     | Spacewatch              |
| 683089 | 2007 JO28                | 10 maggio 2007    | Mount Lemmon Survey     |
| 683090 | 2007 JW43                | 15 maggio 2007    | Mount Lemmon Survey     |
| 683091 | 2007 JU46                | 7 maggio 2007     | Mount Lemmon Survey     |
| 683092 | 2007 JL47                | 24 novembre 2009  | Mount Lemmon Survey     |
| 683093 | 2007 JY47                | 29 aprile 2014    | Pan-STARRS              |
| 683094 | 2007 JJ49                | 25 settembre 2009 | Spacewatch              |
| 683095 | 2007 JX50                | 15 febbraio 2015  | Pan-STARRS              |
| 683096 | 2007 JQ51                | 9 maggio 2007     | Spacewatch              |
| 683097 | 2007 JR51                | 10 maggio 2007    | Mount Lemmon Survey     |
| 683098 | 2007 JS51                | 7 maggio 2007     | Spacewatch              |
| 683099 | 2007 JV51                | 11 maggio 2007    | Mount Lemmon Survey     |
| 683100 | 2007 JN52                | 11 maggio 2007    | Mount Lemmon Survey     |

## 683101–683200
| Nome   | Designazione provvisoria | Data di scoperta  | Scopritore                          |
| ------ | ------------------------ | ----------------- | ----------------------------------- |
| 683101 | 2007 JP52                | 7 maggio 2007     | Spacewatch                          |
| 683102 | 2007 KX5                 | 24 maggio 2007    | Mount Lemmon Survey                 |
| 683103 | 2007 KH10                | 23 dicembre 2016  | Pan-STARRS                          |
| 683104 | 2007 KN10                | 29 settembre 2017 | Pan-STARRS                          |
| 683105 | 2007 KR10                | 23 febbraio 2017  | Mount Lemmon Survey                 |
| 683106 | 2007 KF11                | 27 febbraio 2012  | Pan-STARRS                          |
| 683107 | 2007 KH12                | 26 maggio 2007    | Mount Lemmon Survey                 |
| 683108 | 2007 LL6                 | 8 giugno 2007     | Spacewatch                          |
| 683109 | 2007 LL9                 | 11 maggio 2007    | Mount Lemmon Survey                 |
| 683110 | 2007 LO12                | 9 giugno 2007     | Spacewatch                          |
| 683111 | 2007 LU13                | 15 agosto 2004    | Cerro Tololo Obs.                   |
| 683112 | 2007 LC31                | 2 marzo 2006      | Spacewatch                          |
| 683113 | 2007 LU34                | 9 giugno 2007     | Spacewatch                          |
| 683114 | 2007 LQ38                | 27 aprile 2012    | Pan-STARRS                          |
| 683115 | 2007 LR38                | 1 novembre 2013   | Spacewatch                          |
| 683116 | 2007 MY4                 | 7 maggio 2007     | Mount Lemmon Survey                 |
| 683117 | 2007 MD21                | 21 giugno 2007    | Mount Lemmon Survey                 |
| 683118 | 2007 MB25                | 23 giugno 2007    | Spacewatch                          |
| 683119 | 2007 MY27                | 6 ottobre 2012    | Pan-STARRS                          |
| 683120 | 2007 MF28                | 28 ottobre 2013   | Mount Lemmon Survey                 |
| 683121 | 2007 MV28                | 12 maggio 2012    | Mount Lemmon Survey                 |
| 683122 | 2007 MV29                | 16 giugno 2013    | Mount Lemmon Survey                 |
| 683123 | 2007 MC30                | 16 giugno 2007    | Spacewatch                          |
| 683124 | 2007 MQ30                | 16 giugno 2007    | Spacewatch                          |
| 683125 | 2007 ND7                 | 15 luglio 2007    | G. E. Sarty                         |
| 683126 | 2007 OQ4                 | 18 luglio 2007    | W. Bickel                           |
| 683127 | 2007 ON11                | 23 luglio 2007    | R. Holmes                           |
| 683128 | 2007 OR11                | 28 luglio 2007    | Osservatorio di Mauna Kea           |
| 683129 | 2007 OZ11                | 27 gennaio 2017   | Pan-STARRS                          |
| 683130 | 2007 OJ12                | 18 luglio 2007    | Mount Lemmon Survey                 |
| 683131 | 2007 PL9                 | 12 agosto 2007    | R. Ferrando, M. Ferrando            |
| 683132 | 2007 PO35                | 9 agosto 2007     | LINEAR                              |
| 683133 | 2007 PC51                | 11 agosto 2007    | LONEOS                              |
| 683134 | 2007 PQ51                | 20 novembre 2003  | NEAT                                |
| 683135 | 2007 PG52                | 7 marzo 2016      | Pan-STARRS                          |
| 683136 | 2007 PX52                | 10 agosto 2007    | Spacewatch                          |
| 683137 | 2007 PA54                | 9 agosto 2007     | Spacewatch                          |
| 683138 | 2007 PF55                | 10 agosto 2007    | Spacewatch                          |
| 683139 | 2007 PJ55                | 10 agosto 2007    | Spacewatch                          |
| 683140 | 2007 QE1                 | 16 agosto 2007    | Osservatorio astronomico di Maiorca |
| 683141 | 2007 QZ3                 | 18 agosto 2007    | W. Bickel                           |
| 683142 | 2007 QR18                | 24 maggio 2006    | Spacewatch                          |
| 683143 | 2007 RH                  | 1 settembre 2007  | C. Rinner, F. Kugel                 |
| 683144 | 2007 RY4                 | 4 settembre 2007  | R. Apitzsch                         |
| 683145 | 2007 RV14                | 11 settembre 2007 | F. Kugel                            |
| 683146 | 2007 RG16                | 9 settembre 2007  | Spacewatch                          |
| 683147 | 2007 RQ19                | 12 settembre 2007 | W. Bickel                           |
| 683148 | 2007 RO25                | 4 settembre 2007  | Mount Lemmon Survey                 |
| 683149 | 2007 RP26                | 4 settembre 2007  | Mount Lemmon Survey                 |
| 683150 | 2007 RU26                | 4 settembre 2007  | Mount Lemmon Survey                 |
| 683151 | 2007 RA27                | 4 settembre 2007  | Mount Lemmon Survey                 |
| 683152 | 2007 RG27                | 24 agosto 2007    | Spacewatch                          |
| 683153 | 2007 RA29                | 4 settembre 2007  | Mount Lemmon Survey                 |
| 683154 | 2007 RD30                | 5 settembre 2007  | Mount Lemmon Survey                 |
| 683155 | 2007 RF45                | 9 settembre 2007  | Spacewatch                          |
| 683156 | 2007 RS46                | 9 settembre 2007  | Spacewatch                          |
| 683157 | 2007 RU49                | 9 settembre 2007  | Mount Lemmon Survey                 |
| 683158 | 2007 RL54                | 9 settembre 2007  | Spacewatch                          |
| 683159 | 2007 RT54                | 9 settembre 2007  | Spacewatch                          |
| 683160 | 2007 RE61                | 10 agosto 2007    | Spacewatch                          |
| 683161 | 2007 RC64                | 9 febbraio 2010   | Mount Lemmon Survey                 |
| 683162 | 2007 RG64                | 10 settembre 2007 | Mount Lemmon Survey                 |
| 683163 | 2007 RS64                | 10 settembre 2007 | Mount Lemmon Survey                 |
| 683164 | 2007 RW66                | 10 settembre 2007 | Mount Lemmon Survey                 |
| 683165 | 2007 RK68                | 10 settembre 2007 | Spacewatch                          |
| 683166 | 2007 RC69                | 24 agosto 2007    | Spacewatch                          |
| 683167 | 2007 RC72                | 10 settembre 2007 | Spacewatch                          |
| 683168 | 2007 RS74                | 10 settembre 2007 | Mount Lemmon Survey                 |
| 683169 | 2007 RF75                | 23 agosto 2007    | Spacewatch                          |
| 683170 | 2007 RX75                | 10 settembre 2007 | Mount Lemmon Survey                 |
| 683171 | 2007 RV78                | 10 agosto 2007    | Spacewatch                          |
| 683172 | 2007 RT81                | 10 settembre 2007 | Mount Lemmon Survey                 |
| 683173 | 2007 RO82                | 10 settembre 2007 | Mount Lemmon Survey                 |
| 683174 | 2007 RO84                | 24 agosto 2007    | Spacewatch                          |
| 683175 | 2007 RQ84                | 10 settembre 2007 | Mount Lemmon Survey                 |
| 683176 | 2007 RE85                | 10 settembre 2007 | Mount Lemmon Survey                 |
| 683177 | 2007 RT88                | 10 settembre 2007 | Mount Lemmon Survey                 |
| 683178 | 2007 RS95                | 10 settembre 2007 | Spacewatch                          |
| 683179 | 2007 RA104               | 11 settembre 2007 | Mount Lemmon Survey                 |
| 683180 | 2007 RA112               | 21 dicembre 2003  | Spacewatch                          |
| 683181 | 2007 RL112               | 14 ottobre 1998   | Spacewatch                          |
| 683182 | 2007 RS113               | 11 settembre 2007 | Spacewatch                          |
| 683183 | 2007 RJ115               | 11 settembre 2007 | Spacewatch                          |
| 683184 | 2007 RC116               | 11 settembre 2007 | Spacewatch                          |
| 683185 | 2007 RA120               | 11 settembre 2007 | LUSS                                |
| 683186 | 2007 RR123               | 12 settembre 2007 | CSS                                 |
| 683187 | 2007 RZ123               | 12 settembre 2007 | CSS                                 |
| 683188 | 2007 RO129               | 10 settembre 2007 | Spacewatch                          |
| 683189 | 2007 RJ130               | 12 settembre 2007 | Mount Lemmon Survey                 |
| 683190 | 2007 RG138               | 14 settembre 2007 | LUSS                                |
| 683191 | 2007 RN150               | 21 settembre 2003 | Spacewatch                          |
| 683192 | 2007 RU151               | 10 settembre 2007 | Spacewatch                          |
| 683193 | 2007 RL152               | 10 settembre 2007 | Spacewatch                          |
| 683194 | 2007 RW159               | 12 settembre 2007 | CSS                                 |
| 683195 | 2007 RV161               | 13 settembre 2007 | Mount Lemmon Survey                 |
| 683196 | 2007 RH163               | 24 ottobre 2003   | Spacewatch                          |
| 683197 | 2007 RE165               | 10 settembre 2007 | Spacewatch                          |
| 683198 | 2007 RE166               | 10 settembre 2007 | Spacewatch                          |
| 683199 | 2007 RQ166               | 24 agosto 2007    | Spacewatch                          |
| 683200 | 2007 RY168               | 10 settembre 2007 | Spacewatch                          |

## 683201–683300
| Nome   | Designazione provvisoria | Data di scoperta  | Scopritore                |
| ------ | ------------------------ | ----------------- | ------------------------- |
| 683201 | 2007 RB169               | 10 settembre 2007 | Spacewatch                |
| 683202 | 2007 RN169               | 10 settembre 2007 | Spacewatch                |
| 683203 | 2007 RF175               | 4 febbraio 2000   | Spacewatch                |
| 683204 | 2007 RU176               | 10 settembre 2007 | Mount Lemmon Survey       |
| 683205 | 2007 RK178               | 10 settembre 2007 | Spacewatch                |
| 683206 | 2007 RU182               | 12 settembre 2007 | Mount Lemmon Survey       |
| 683207 | 2007 RO185               | 20 ottobre 2003   | Spacewatch                |
| 683208 | 2007 RD186               | 13 settembre 2007 | Mount Lemmon Survey       |
| 683209 | 2007 RX186               | 13 settembre 2007 | Mount Lemmon Survey       |
| 683210 | 2007 RB191               | 11 settembre 2007 | Spacewatch                |
| 683211 | 2007 RV192               | 27 febbraio 2000  | Spacewatch                |
| 683212 | 2007 RB193               | 12 settembre 2007 | Spacewatch                |
| 683213 | 2007 RB195               | 12 settembre 2007 | Spacewatch                |
| 683214 | 2007 RJ195               | 12 settembre 2007 | Spacewatch                |
| 683215 | 2007 RJ196               | 11 marzo 2005     | Mount Lemmon Survey       |
| 683216 | 2007 RS196               | 13 settembre 2007 | Mount Lemmon Survey       |
| 683217 | 2007 RY196               | 13 settembre 2007 | Mount Lemmon Survey       |
| 683218 | 2007 RW202               | 13 settembre 2007 | Spacewatch                |
| 683219 | 2007 RL205               | 9 settembre 2007  | Spacewatch                |
| 683220 | 2007 RG208               | 10 settembre 2007 | Spacewatch                |
| 683221 | 2007 RG214               | 12 settembre 2007 | Spacewatch                |
| 683222 | 2007 RP218               | 14 settembre 2007 | Mount Lemmon Survey       |
| 683223 | 2007 RG221               | 10 settembre 2007 | Spacewatch                |
| 683224 | 2007 RK227               | 10 settembre 2007 | Spacewatch                |
| 683225 | 2007 RO235               | 8 marzo 2005      | Mount Lemmon Survey       |
| 683226 | 2007 RL248               | 13 settembre 2007 | Mount Lemmon Survey       |
| 683227 | 2007 RU249               | 13 settembre 2007 | Spacewatch                |
| 683228 | 2007 RK251               | 13 settembre 2007 | Spacewatch                |
| 683229 | 2007 RM254               | 14 settembre 2007 | Spacewatch                |
| 683230 | 2007 RS254               | 19 ottobre 2003   | Spacewatch                |
| 683231 | 2007 RO255               | 14 settembre 2007 | Spacewatch                |
| 683232 | 2007 RC275               | 9 settembre 2007  | Osservatorio di Mauna Kea |
| 683233 | 2007 RS278               | 23 novembre 2003  | Spacewatch                |
| 683234 | 2007 RG281               | 13 settembre 2007 | CSS                       |
| 683235 | 2007 RP301               | 13 settembre 2007 | Mount Lemmon Survey       |
| 683236 | 2007 RO305               | 14 settembre 2007 | Osservatorio di Mauna Kea |
| 683237 | 2007 RO310               | 5 settembre 2007  | CSS                       |
| 683238 | 2007 RB311               | 6 settembre 2007  | LONEOS                    |
| 683239 | 2007 RO319               | 12 settembre 2007 | Mount Lemmon Survey       |
| 683240 | 2007 RA328               | 15 settembre 2007 | Mount Lemmon Survey       |
| 683241 | 2007 RM328               | 13 settembre 2007 | Mount Lemmon Survey       |
| 683242 | 2007 RD329               | 15 settembre 2007 | Mount Lemmon Survey       |
| 683243 | 2007 RO333               | 5 ottobre 2013    | Pan-STARRS                |
| 683244 | 2007 RY333               | 29 ottobre 2008   | Spacewatch                |
| 683245 | 2007 RH334               | 8 marzo 2005      | D. Healy                  |
| 683246 | 2007 RP335               | 17 ottobre 2012   | Pan-STARRS                |
| 683247 | 2007 RW335               | 12 settembre 2007 | Spacewatch                |
| 683248 | 2007 RY335               | 27 agosto 2014    | Pan-STARRS                |
| 683249 | 2007 RE336               | 9 gennaio 2013    | Spacewatch                |
| 683250 | 2007 RV337               | 12 settembre 2007 | Spacewatch                |
| 683251 | 2007 RP338               | 4 ottobre 2013    | Mount Lemmon Survey       |
| 683252 | 2007 RR338               | 24 agosto 2007    | Spacewatch                |
| 683253 | 2007 RT339               | 6 ottobre 2012    | Mount Lemmon Survey       |
| 683254 | 2007 RE340               | 13 settembre 2007 | Spacewatch                |
| 683255 | 2007 RM343               | 5 settembre 2007  | Mount Lemmon Survey       |
| 683256 | 2007 RS344               | 14 settembre 2007 | Mount Lemmon Survey       |
| 683257 | 2007 RU344               | 30 luglio 2014    | Spacewatch                |
| 683258 | 2007 RO347               | 3 febbraio 2009   | Mount Lemmon Survey       |
| 683259 | 2007 RL349               | 8 agosto 2016     | Pan-STARRS                |
| 683260 | 2007 RU349               | 5 settembre 2007  | K. Sárneczky, L. Kiss     |
| 683261 | 2007 RD350               | 18 aprile 2015    | Pan-STARRS                |
| 683262 | 2007 RK351               | 19 gennaio 2013   | Spacewatch                |
| 683263 | 2007 RY351               | 10 ottobre 2012   | Spacewatch                |
| 683264 | 2007 RR353               | 10 settembre 2007 | Mount Lemmon Survey       |
| 683265 | 2007 RT353               | 4 settembre 2007  | Mount Lemmon Survey       |
| 683266 | 2007 RY354               | 13 settembre 2007 | Spacewatch                |
| 683267 | 2007 RK355               | 9 settembre 2007  | Spacewatch                |
| 683268 | 2007 RY355               | 10 settembre 2007 | Mount Lemmon Survey       |
| 683269 | 2007 RV357               | 9 settembre 2007  | Spacewatch                |
| 683270 | 2007 RA358               | 5 settembre 2007  | Mount Lemmon Survey       |
| 683271 | 2007 RX358               | 11 settembre 2007 | Mount Lemmon Survey       |
| 683272 | 2007 RB360               | 30 novembre 2003  | Spacewatch                |
| 683273 | 2007 RJ361               | 14 settembre 2007 | Mount Lemmon Survey       |
| 683274 | 2007 RK361               | 12 settembre 2007 | Mount Lemmon Survey       |
| 683275 | 2007 RP361               | 9 settembre 2007  | Spacewatch                |
| 683276 | 2007 RK364               | 14 settembre 2007 | Mount Lemmon Survey       |
| 683277 | 2007 RV365               | 13 settembre 2007 | Spacewatch                |
| 683278 | 2007 RC366               | 15 settembre 2007 | Spacewatch                |
| 683279 | 2007 RN367               | 13 settembre 2007 | Mount Lemmon Survey       |
| 683280 | 2007 RW367               | 13 settembre 2007 | Mount Lemmon Survey       |
| 683281 | 2007 RO368               | 13 settembre 2007 | Mount Lemmon Survey       |
| 683282 | 2007 RA370               | 15 settembre 2007 | Spacewatch                |
| 683283 | 2007 RZ371               | 11 settembre 2007 | Mount Lemmon Survey       |
| 683284 | 2007 RE373               | 9 settembre 2007  | Spacewatch                |
| 683285 | 2007 RT373               | 13 settembre 2007 | Mount Lemmon Survey       |
| 683286 | 2007 RZ373               | 13 settembre 2007 | Mount Lemmon Survey       |
| 683287 | 2007 RL374               | 11 settembre 2007 | Mount Lemmon Survey       |
| 683288 | 2007 RB375               | 14 settembre 2007 | Mount Lemmon Survey       |
| 683289 | 2007 RH375               | 11 settembre 2007 | Mount Lemmon Survey       |
| 683290 | 2007 RJ375               | 12 settembre 2007 | Mount Lemmon Survey       |
| 683291 | 2007 RO375               | 13 settembre 2007 | Mount Lemmon Survey       |
| 683292 | 2007 RX375               | 13 settembre 2007 | Mount Lemmon Survey       |
| 683293 | 2007 RO376               | 12 settembre 2007 | Mount Lemmon Survey       |
| 683294 | 2007 RY376               | 11 settembre 2007 | Mount Lemmon Survey       |
| 683295 | 2007 RA378               | 13 settembre 2007 | Mount Lemmon Survey       |
| 683296 | 2007 RC381               | 10 marzo 2005     | Mount Lemmon Survey       |
| 683297 | 2007 SH2                 | 23 agosto 2007    | Spacewatch                |
| 683298 | 2007 SS4                 | 21 settembre 2007 | W. Ries                   |
| 683299 | 2007 SA8                 | 18 settembre 2007 | Spacewatch                |
| 683300 | 2007 SL13                | 19 settembre 2007 | Spacewatch                |

## 683301–683400
| Nome   | Designazione provvisoria | Data di scoperta  | Scopritore          |
| ------ | ------------------------ | ----------------- | ------------------- |
| 683301 | 2007 SZ25                | 19 settembre 2007 | Spacewatch          |
| 683302 | 2007 SH26                | 28 febbraio 2014  | Pan-STARRS          |
| 683303 | 2007 SM26                | 8 ottobre 2012    | Spacewatch          |
| 683304 | 2007 SD28                | 22 settembre 2007 | W. Ries             |
| 683305 | 2007 SE28                | 19 settembre 2007 | Spacewatch          |
| 683306 | 2007 SQ29                | 24 settembre 2007 | Spacewatch          |
| 683307 | 2007 TX14                | 8 ottobre 2007    | W. K. Y. Yeung      |
| 683308 | 2007 TN15                | 2 ottobre 2007    | R. Holmes           |
| 683309 | 2007 TE30                | 4 ottobre 2007    | Spacewatch          |
| 683310 | 2007 TT31                | 5 ottobre 2007    | SSS                 |
| 683311 | 2007 TB46                | 7 ottobre 2007    | CSS                 |
| 683312 | 2007 TA80                | 20 luglio 2001    | NEAT                |
| 683313 | 2007 TB82                | 4 settembre 2007  | Mount Lemmon Survey |
| 683314 | 2007 TS82                | 11 settembre 2007 | Mount Lemmon Survey |
| 683315 | 2007 TK88                | 8 ottobre 2007    | Mount Lemmon Survey |
| 683316 | 2007 TH99                | 8 ottobre 2007    | Mount Lemmon Survey |
| 683317 | 2007 TN100               | 8 ottobre 2007    | Mount Lemmon Survey |
| 683318 | 2007 TC116               | 6 aprile 2005     | Mount Lemmon Survey |
| 683319 | 2007 TC124               | 6 ottobre 2007    | Spacewatch          |
| 683320 | 2007 TL135               | 8 ottobre 2007    | Spacewatch          |
| 683321 | 2007 TN139               | 15 settembre 2007 | Mount Lemmon Survey |
| 683322 | 2007 TR193               | 11 settembre 2007 | Mount Lemmon Survey |
| 683323 | 2007 TS196               | 8 ottobre 2007    | Spacewatch          |
| 683324 | 2007 TG208               | 10 ottobre 2007   | Mount Lemmon Survey |
| 683325 | 2007 TB210               | 10 settembre 2007 | Mount Lemmon Survey |
| 683326 | 2007 TE210               | 10 agosto 2007    | Spacewatch          |
| 683327 | 2007 TD221               | 10 settembre 2007 | Mount Lemmon Survey |
| 683328 | 2007 TZ222               | 10 ottobre 2007   | Spacewatch          |
| 683329 | 2007 TY230               | 8 ottobre 2007    | Spacewatch          |
| 683330 | 2007 TA241               | 4 novembre 2002   | NEAT                |
| 683331 | 2007 TM247               | 10 ottobre 2007   | Spacewatch          |
| 683332 | 2007 TX249               | 11 ottobre 2007   | Mount Lemmon Survey |
| 683333 | 2007 TQ251               | 11 ottobre 2007   | Mount Lemmon Survey |
| 683334 | 2007 TD254               | 7 giugno 2006     | SSS                 |
| 683335 | 2007 TE255               | 12 settembre 2007 | Spacewatch          |
| 683336 | 2007 TY256               | 10 ottobre 2007   | Spacewatch          |
| 683337 | 2007 TQ262               | 10 ottobre 2007   | Spacewatch          |
| 683338 | 2007 TJ268               | 9 ottobre 2007    | Spacewatch          |
| 683339 | 2007 TW273               | 13 dicembre 1996  | Spacewatch          |
| 683340 | 2007 TZ273               | 10 ottobre 2007   | Mount Lemmon Survey |
| 683341 | 2007 TX279               | 9 marzo 2005      | Mount Lemmon Survey |
| 683342 | 2007 TP284               | 9 ottobre 2007    | Mount Lemmon Survey |
| 683343 | 2007 TZ288               | 11 ottobre 2007   | CSS                 |
| 683344 | 2007 TU290               | 12 ottobre 2007   | Mount Lemmon Survey |
| 683345 | 2007 TD295               | 14 settembre 2007 | Mount Lemmon Survey |
| 683346 | 2007 TV297               | 14 settembre 2007 | Mount Lemmon Survey |
| 683347 | 2007 TC304               | 12 ottobre 2007   | Mount Lemmon Survey |
| 683348 | 2007 TX307               | 12 settembre 2007 | Mount Lemmon Survey |
| 683349 | 2007 TL311               | 11 ottobre 2007   | Mount Lemmon Survey |
| 683350 | 2007 TK313               | 11 ottobre 2007   | Mount Lemmon Survey |
| 683351 | 2007 TE314               | 11 ottobre 2007   | Mount Lemmon Survey |
| 683352 | 2007 TU317               | 12 ottobre 2007   | Spacewatch          |
| 683353 | 2007 TA326               | 11 ottobre 2007   | Spacewatch          |
| 683354 | 2007 TN326               | 11 ottobre 2007   | Spacewatch          |
| 683355 | 2007 TD327               | 11 ottobre 2007   | Spacewatch          |
| 683356 | 2007 TM327               | 11 ottobre 2007   | Spacewatch          |
| 683357 | 2007 TR327               | 11 ottobre 2007   | Spacewatch          |
| 683358 | 2007 TH329               | 9 settembre 2007  | Mount Lemmon Survey |
| 683359 | 2007 TN329               | 11 ottobre 2007   | Spacewatch          |
| 683360 | 2007 TY340               | 7 novembre 2002   | Kitt Peak Obs.      |
| 683361 | 2007 TR342               | 10 ottobre 2007   | Mount Lemmon Survey |
| 683362 | 2007 TK343               | 10 ottobre 2007   | Mount Lemmon Survey |
| 683363 | 2007 TS343               | 10 ottobre 2007   | Mount Lemmon Survey |
| 683364 | 2007 TB349               | 15 ottobre 2007   | Mount Lemmon Survey |
| 683365 | 2007 TL359               | 15 settembre 2007 | Spacewatch          |
| 683366 | 2007 TX368               | 11 ottobre 2007   | Mount Lemmon Survey |
| 683367 | 2007 TL374               | 19 settembre 2007 | Spacewatch          |
| 683368 | 2007 TD380               | 14 ottobre 2007   | Spacewatch          |
| 683369 | 2007 TJ385               | 15 ottobre 2007   | CSS                 |
| 683370 | 2007 TC387               | 14 settembre 2007 | Mount Lemmon Survey |
| 683371 | 2007 TU387               | 13 ottobre 2007   | Spacewatch          |
| 683372 | 2007 TY388               | 12 settembre 2007 | Mount Lemmon Survey |
| 683373 | 2007 TL393               | 13 ottobre 2007   | Mount Lemmon Survey |
| 683374 | 2007 TO396               | 15 ottobre 2007   | Spacewatch          |
| 683375 | 2007 TY398               | 11 ottobre 2007   | Spacewatch          |
| 683376 | 2007 TN403               | 19 novembre 1998  | ODAS                |
| 683377 | 2007 TU403               | 15 ottobre 2007   | Spacewatch          |
| 683378 | 2007 TK406               | 15 ottobre 2007   | Mount Lemmon Survey |
| 683379 | 2007 TE409               | 15 ottobre 2007   | Mount Lemmon Survey |
| 683380 | 2007 TF409               | 15 ottobre 2007   | Mount Lemmon Survey |
| 683381 | 2007 TZ423               | 7 ottobre 2007    | Mount Lemmon Survey |
| 683382 | 2007 TL433               | 20 novembre 2003  | Spacewatch          |
| 683383 | 2007 TR434               | 11 ottobre 2007   | CSS                 |
| 683384 | 2007 TM435               | 12 ottobre 2007   | Mount Lemmon Survey |
| 683385 | 2007 TC438               | 12 ottobre 2007   | Spacewatch          |
| 683386 | 2007 TA440               | 7 ottobre 2007    | Mount Lemmon Survey |
| 683387 | 2007 TL454               | 3 ottobre 2013    | Pan-STARRS          |
| 683388 | 2007 TQ455               | 9 ottobre 2007    | Mount Lemmon Survey |
| 683389 | 2007 TB456               | 4 marzo 2005      | Mount Lemmon Survey |
| 683390 | 2007 TZ457               | 10 ottobre 2007   | Mount Lemmon Survey |
| 683391 | 2007 TA459               | 19 maggio 2006    | Mount Lemmon Survey |
| 683392 | 2007 TE460               | 10 ottobre 2007   | Spacewatch          |
| 683393 | 2007 TO461               | 1 gennaio 2009    | Spacewatch          |
| 683394 | 2007 TU463               | 21 ottobre 2016   | Mount Lemmon Survey |
| 683395 | 2007 TG465               | 20 agosto 2014    | Pan-STARRS          |
| 683396 | 2007 TY465               | 12 ottobre 2007   | Mount Lemmon Survey |
| 683397 | 2007 TL466               | 9 ottobre 2007    | Spacewatch          |
| 683398 | 2007 TP467               | 7 ottobre 2007    | Mount Lemmon Survey |
| 683399 | 2007 TQ467               | 9 settembre 2007  | Spacewatch          |
| 683400 | 2007 TV467               | 10 aprile 2010    | Mount Lemmon Survey |

## 683401–683500
| Nome   | Designazione provvisoria | Data di scoperta  | Scopritore          |
| ------ | ------------------------ | ----------------- | ------------------- |
| 683401 | 2007 TB468               | 19 gennaio 2013   | Mount Lemmon Survey |
| 683402 | 2007 TJ468               | 18 settembre 2014 | Pan-STARRS          |
| 683403 | 2007 TL471               | 26 maggio 2015    | Pan-STARRS          |
| 683404 | 2007 TQ472               | 19 settembre 2012 | Mount Lemmon Survey |
| 683405 | 2007 TU473               | 10 ottobre 2007   | Spacewatch          |
| 683406 | 2007 TC474               | 27 febbraio 2009  | Mount Lemmon Survey |
| 683407 | 2007 TQ474               | 12 ottobre 2007   | Mount Lemmon Survey |
| 683408 | 2007 TV479               | 7 ottobre 2007    | Spacewatch          |
| 683409 | 2007 TV480               | 11 ottobre 2007   | Spacewatch          |
| 683410 | 2007 TB481               | 9 ottobre 2007    | Spacewatch          |
| 683411 | 2007 TC483               | 8 ottobre 2007    | Mount Lemmon Survey |
| 683412 | 2007 TV483               | 9 ottobre 2007    | Spacewatch          |
| 683413 | 2007 TH484               | 14 ottobre 2007   | Mount Lemmon Survey |
| 683414 | 2007 TJ484               | 10 ottobre 2007   | Spacewatch          |
| 683415 | 2007 TT484               | 12 ottobre 2007   | Spacewatch          |
| 683416 | 2007 TR485               | 8 ottobre 2007    | Mount Lemmon Survey |
| 683417 | 2007 TT487               | 11 ottobre 2007   | Spacewatch          |
| 683418 | 2007 TK493               | 13 ottobre 2007   | Mount Lemmon Survey |
| 683419 | 2007 TX494               | 10 ottobre 2007   | Spacewatch          |
| 683420 | 2007 TK495               | 10 ottobre 2007   | Spacewatch          |
| 683421 | 2007 TX496               | 12 ottobre 2007   | Mount Lemmon Survey |
| 683422 | 2007 TA498               | 15 ottobre 2007   | Mount Lemmon Survey |
| 683423 | 2007 TL499               | 15 ottobre 2007   | Mount Lemmon Survey |
| 683424 | 2007 TA501               | 10 ottobre 2007   | Mount Lemmon Survey |
| 683425 | 2007 TG501               | 12 ottobre 2007   | Spacewatch          |
| 683426 | 2007 TJ501               | 8 ottobre 2007    | Mount Lemmon Survey |
| 683427 | 2007 TK501               | 11 ottobre 2007   | Spacewatch          |
| 683428 | 2007 TR501               | 8 ottobre 2007    | Mount Lemmon Survey |
| 683429 | 2007 TT501               | 15 ottobre 2007   | Spacewatch          |
| 683430 | 2007 TW501               | 8 ottobre 2007    | Mount Lemmon Survey |
| 683431 | 2007 TR502               | 15 ottobre 2007   | Mount Lemmon Survey |
| 683432 | 2007 TX502               | 8 ottobre 2007    | Mount Lemmon Survey |
| 683433 | 2007 TY502               | 11 ottobre 2007   | Mount Lemmon Survey |
| 683434 | 2007 TJ504               | 10 ottobre 2007   | Mount Lemmon Survey |
| 683435 | 2007 TH510               | 11 ottobre 2007   | Mount Lemmon Survey |
| 683436 | 2007 UY5                 | 20 ottobre 2007   | N. Teamo            |
| 683437 | 2007 UV16                | 7 ottobre 2007    | Mount Lemmon Survey |
| 683438 | 2007 UN28                | 16 ottobre 2007   | Mount Lemmon Survey |
| 683439 | 2007 UJ30                | 10 ottobre 2007   | CSS                 |
| 683440 | 2007 UL34                | 10 settembre 2007 | Spacewatch          |
| 683441 | 2007 UA35                | 19 ottobre 2007   | Spacewatch          |
| 683442 | 2007 UZ38                | 20 ottobre 2007   | Mount Lemmon Survey |
| 683443 | 2007 UY43                | 13 settembre 2007 | Mount Lemmon Survey |
| 683444 | 2007 UU51                | 16 ottobre 2007   | Spacewatch          |
| 683445 | 2007 UB53                | 16 ottobre 2007   | Spacewatch          |
| 683446 | 2007 UG55                | 10 aprile 2005    | Mount Lemmon Survey |
| 683447 | 2007 UK58                | 30 ottobre 2007   | Mount Lemmon Survey |
| 683448 | 2007 UD61                | 30 ottobre 2007   | Mount Lemmon Survey |
| 683449 | 2007 UW64                | 30 ottobre 2007   | Mount Lemmon Survey |
| 683450 | 2007 UU70                | 30 ottobre 2007   | Mount Lemmon Survey |
| 683451 | 2007 US72                | 7 ottobre 2007    | Mount Lemmon Survey |
| 683452 | 2007 UR78                | 18 ottobre 2007   | Spacewatch          |
| 683453 | 2007 UJ79                | 22 dicembre 2003  | Spacewatch          |
| 683454 | 2007 UV89                | 8 ottobre 2007    | Spacewatch          |
| 683455 | 2007 UX93                | 31 ottobre 2007   | Mount Lemmon Survey |
| 683456 | 2007 UM94                | 1 febbraio 2009   | Spacewatch          |
| 683457 | 2007 UF101               | 10 ottobre 2007   | Mount Lemmon Survey |
| 683458 | 2007 UU108               | 30 ottobre 2007   | Spacewatch          |
| 683459 | 2007 UE110               | 12 ottobre 2007   | Spacewatch          |
| 683460 | 2007 US110               | 30 ottobre 2007   | Mount Lemmon Survey |
| 683461 | 2007 UJ117               | 31 ottobre 2007   | Mount Lemmon Survey |
| 683462 | 2007 UV119               | 12 settembre 2007 | Mount Lemmon Survey |
| 683463 | 2007 UA122               | 8 ottobre 2007    | Mount Lemmon Survey |
| 683464 | 2007 UQ134               | 30 ottobre 2007   | Mount Lemmon Survey |
| 683465 | 2007 UB144               | 18 ottobre 2007   | Mount Lemmon Survey |
| 683466 | 2007 UE144               | 18 ottobre 2007   | Mount Lemmon Survey |
| 683467 | 2007 UL146               | 18 ottobre 2007   | Spacewatch          |
| 683468 | 2007 UK147               | 26 settembre 2003 | SDSS Collaboration  |
| 683469 | 2007 UL148               | 11 aprile 1996    | Spacewatch          |
| 683470 | 2007 UN148               | 4 aprile 2014     | Pan-STARRS          |
| 683471 | 2007 UU149               | 12 novembre 2012  | Mount Lemmon Survey |
| 683472 | 2007 UW151               | 27 luglio 2011    | Pan-STARRS          |
| 683473 | 2007 UJ154               | 21 ottobre 2012   | Mount Lemmon Survey |
| 683474 | 2007 UF155               | 16 ottobre 2007   | Spacewatch          |
| 683475 | 2007 UH155               | 20 ottobre 2007   | Mount Lemmon Survey |
| 683476 | 2007 UT156               | 18 ottobre 2007   | Spacewatch          |
| 683477 | 2007 UB159               | 18 ottobre 2007   | Spacewatch          |
| 683478 | 2007 UV159               | 20 ottobre 2007   | Mount Lemmon Survey |
| 683479 | 2007 UO163               | 16 ottobre 2007   | Mount Lemmon Survey |
| 683480 | 2007 UU163               | 21 ottobre 2007   | Mount Lemmon Survey |
| 683481 | 2007 UV163               | 16 ottobre 2007   | Mount Lemmon Survey |
| 683482 | 2007 UY163               | 20 ottobre 2007   | Mount Lemmon Survey |
| 683483 | 2007 UJ164               | 30 ottobre 2007   | Spacewatch          |
| 683484 | 2007 US164               | 18 ottobre 2007   | Mount Lemmon Survey |
| 683485 | 2007 UV164               | 16 ottobre 2007   | Mount Lemmon Survey |
| 683486 | 2007 UY165               | 30 ottobre 2007   | Mount Lemmon Survey |
| 683487 | 2007 UT166               | 20 ottobre 2007   | Mount Lemmon Survey |
| 683488 | 2007 VN                  | 1 novembre 2007   | Mount Lemmon Survey |
| 683489 | 2007 VZ12                | 1 novembre 2007   | Mount Lemmon Survey |
| 683490 | 2007 VH19                | 1 novembre 2007   | Mount Lemmon Survey |
| 683491 | 2007 VN21                | 2 novembre 2007   | Mount Lemmon Survey |
| 683492 | 2007 VX25                | 2 novembre 2007   | Mount Lemmon Survey |
| 683493 | 2007 VV26                | 14 ottobre 2007   | Mount Lemmon Survey |
| 683494 | 2007 VH33                | 19 luglio 2007    | Mount Lemmon Survey |
| 683495 | 2007 VB34                | 11 ottobre 2007   | Spacewatch          |
| 683496 | 2007 VD35                | 3 novembre 2007   | Spacewatch          |
| 683497 | 2007 VO39                | 15 settembre 2007 | Mount Lemmon Survey |
| 683498 | 2007 VT39                | 3 novembre 2007   | Spacewatch          |
| 683499 | 2007 VY49                | 1 novembre 2007   | Spacewatch          |
| 683500 | 2007 VP51                | 1 novembre 2007   | Spacewatch          |

## 683501–683600
| Nome   | Designazione provvisoria | Data di scoperta  | Scopritore          |
| ------ | ------------------------ | ----------------- | ------------------- |
| 683501 | 2007 VY59                | 2 novembre 2007   | Mount Lemmon Survey |
| 683502 | 2007 VL61                | 20 settembre 2003 | Spacewatch          |
| 683503 | 2007 VS65                | 16 ottobre 2007   | Mount Lemmon Survey |
| 683504 | 2007 VU66                | 2 novembre 2007   | Spacewatch          |
| 683505 | 2007 VA68                | 3 novembre 2007   | Mount Lemmon Survey |
| 683506 | 2007 VL69                | 4 novembre 2007   | Mount Lemmon Survey |
| 683507 | 2007 VM69                | 10 ottobre 2007   | CSS                 |
| 683508 | 2007 VB73                | 8 ottobre 2007    | Mount Lemmon Survey |
| 683509 | 2007 VW78                | 3 novembre 2007   | Spacewatch          |
| 683510 | 2007 VK79                | 3 novembre 2007   | Spacewatch          |
| 683511 | 2007 VL80                | 3 novembre 2007   | Spacewatch          |
| 683512 | 2007 VR81                | 10 ottobre 2007   | Spacewatch          |
| 683513 | 2007 VV102               | 9 ottobre 2007    | Mount Lemmon Survey |
| 683514 | 2007 VA105               | 3 novembre 2007   | Spacewatch          |
| 683515 | 2007 VR115               | 3 novembre 2007   | Spacewatch          |
| 683516 | 2007 VH117               | 3 novembre 2007   | Spacewatch          |
| 683517 | 2007 VZ120               | 5 novembre 2007   | Spacewatch          |
| 683518 | 2007 VR127               | 12 settembre 2007 | Mount Lemmon Survey |
| 683519 | 2007 VJ133               | 9 ottobre 2007    | Mount Lemmon Survey |
| 683520 | 2007 VY134               | 30 aprile 2006    | Spacewatch          |
| 683521 | 2007 VJ139               | 9 marzo 2005      | Mount Lemmon Survey |
| 683522 | 2007 VV150               | 7 novembre 2007   | Spacewatch          |
| 683523 | 2007 VK157               | 5 novembre 2007   | Spacewatch          |
| 683524 | 2007 VQ158               | 5 novembre 2007   | Spacewatch          |
| 683525 | 2007 VA160               | 5 novembre 2007   | Spacewatch          |
| 683526 | 2007 VY160               | 5 novembre 2007   | Spacewatch          |
| 683527 | 2007 VM162               | 1 novembre 2007   | Spacewatch          |
| 683528 | 2007 VC163               | 5 novembre 2007   | Spacewatch          |
| 683529 | 2007 VE166               | 5 novembre 2007   | Spacewatch          |
| 683530 | 2007 VS170               | 8 ottobre 2007    | Mount Lemmon Survey |
| 683531 | 2007 VT175               | 4 novembre 2007   | Mount Lemmon Survey |
| 683532 | 2007 VY185               | 18 ottobre 2007   | Spacewatch          |
| 683533 | 2007 VH194               | 5 novembre 2007   | Mount Lemmon Survey |
| 683534 | 2007 VS200               | 16 marzo 2005     | Mount Lemmon Survey |
| 683535 | 2007 VL203               | 12 ottobre 2007   | Mount Lemmon Survey |
| 683536 | 2007 VU203               | 9 novembre 2007   | Spacewatch          |
| 683537 | 2007 VW222               | 7 novembre 2007   | Mount Lemmon Survey |
| 683538 | 2007 VR229               | 21 ottobre 2007   | Mount Lemmon Survey |
| 683539 | 2007 VR231               | 7 novembre 2007   | Spacewatch          |
| 683540 | 2007 VS234               | 9 novembre 2007   | Spacewatch          |
| 683541 | 2007 VO235               | 14 settembre 2007 | Mount Lemmon Survey |
| 683542 | 2007 VS236               | 30 ottobre 2007   | Mount Lemmon Survey |
| 683543 | 2007 VW237               | 10 ottobre 2007   | Mount Lemmon Survey |
| 683544 | 2007 VP256               | 12 ottobre 2007   | Mount Lemmon Survey |
| 683545 | 2007 VL258               | 15 novembre 2007  | Mount Lemmon Survey |
| 683546 | 2007 VT259               | 15 novembre 2007  | Mount Lemmon Survey |
| 683547 | 2007 VL260               | 2 novembre 2007   | Mount Lemmon Survey |
| 683548 | 2007 VN260               | 15 novembre 2007  | Mount Lemmon Survey |
| 683549 | 2007 VB274               | 12 novembre 2007  | CSS                 |
| 683550 | 2007 VR275               | 13 novembre 2007  | Spacewatch          |
| 683551 | 2007 VY276               | 16 ottobre 2007   | Mount Lemmon Survey |
| 683552 | 2007 VG279               | 14 novembre 2007  | Spacewatch          |
| 683553 | 2007 VV281               | 3 novembre 2007   | Spacewatch          |
| 683554 | 2007 VA285               | 5 novembre 2007   | Spacewatch          |
| 683555 | 2007 VK285               | 9 novembre 2007   | Spacewatch          |
| 683556 | 2007 VN290               | 14 novembre 2007  | Spacewatch          |
| 683557 | 2007 VF291               | 14 novembre 2007  | Spacewatch          |
| 683558 | 2007 VE292               | 14 novembre 2007  | Spacewatch          |
| 683559 | 2007 VK294               | 9 novembre 2007   | Spacewatch          |
| 683560 | 2007 VW296               | 15 novembre 2007  | Mount Lemmon Survey |
| 683561 | 2007 VX305               | 6 novembre 2007   | Spacewatch          |
| 683562 | 2007 VJ308               | 5 novembre 2007   | Spacewatch          |
| 683563 | 2007 VJ318               | 2 novembre 2007   | Mount Lemmon Survey |
| 683564 | 2007 VX318               | 30 settembre 2003 | Spacewatch          |
| 683565 | 2007 VA319               | 2 novembre 2007   | Mount Lemmon Survey |
| 683566 | 2007 VE320               | 12 ottobre 2007   | Mount Lemmon Survey |
| 683567 | 2007 VH324               | 5 novembre 2007   | Spacewatch          |
| 683568 | 2007 VR330               | 4 novembre 2007   | Spacewatch          |
| 683569 | 2007 VW332               | 8 novembre 2007   | Mount Lemmon Survey |
| 683570 | 2007 VN338               | 3 novembre 2007   | Spacewatch          |
| 683571 | 2007 VU339               | 7 novembre 2007   | Spacewatch          |
| 683572 | 2007 VW341               | 11 novembre 2007  | Mount Lemmon Survey |
| 683573 | 2007 VZ342               | 11 novembre 2007  | Mount Lemmon Survey |
| 683574 | 2007 VF343               | 7 novembre 2007   | Spacewatch          |
| 683575 | 2007 VP343               | 1 marzo 2009      | Spacewatch          |
| 683576 | 2007 VD344               | 9 aprile 2010     | Mount Lemmon Survey |
| 683577 | 2007 VM344               | 21 novembre 2017  | Pan-STARRS          |
| 683578 | 2007 VC345               | 17 gennaio 2015   | Mount Lemmon Survey |
| 683579 | 2007 VK346               | 1 ottobre 2013    | Mount Lemmon Survey |
| 683580 | 2007 VM348               | 27 agosto 2006    | Spacewatch          |
| 683581 | 2007 VC350               | 2 novembre 2007   | Spacewatch          |
| 683582 | 2007 VN350               | 15 gennaio 2016   | Pan-STARRS          |
| 683583 | 2007 VM351               | 12 ottobre 2015   | Pan-STARRS          |
| 683584 | 2007 VP355               | 9 novembre 2007   | Mount Lemmon Survey |
| 683585 | 2007 VG356               | 19 settembre 2011 | Mount Lemmon Survey |
| 683586 | 2007 VR357               | 30 settembre 2016 | Pan-STARRS          |
| 683587 | 2007 VZ357               | 8 novembre 2007   | Spacewatch          |
| 683588 | 2007 VA359               | 23 dicembre 2012  | Pan-STARRS          |
| 683589 | 2007 VL361               | 28 luglio 2011    | Pan-STARRS          |
| 683590 | 2007 VV362               | 5 novembre 2007   | Mount Lemmon Survey |
| 683591 | 2007 VA363               | 4 novembre 2007   | Spacewatch          |
| 683592 | 2007 VV363               | 8 novembre 2007   | Spacewatch          |
| 683593 | 2007 VW363               | 9 novembre 2007   | Mount Lemmon Survey |
| 683594 | 2007 VG364               | 2 novembre 2007   | Spacewatch          |
| 683595 | 2007 VN364               | 14 novembre 2007  | Spacewatch          |
| 683596 | 2007 VQ365               | 7 novembre 2007   | Spacewatch          |
| 683597 | 2007 VG366               | 8 novembre 2007   | Spacewatch          |
| 683598 | 2007 VJ367               | 7 novembre 2007   | Spacewatch          |
| 683599 | 2007 VA372               | 3 novembre 2007   | Spacewatch          |
| 683600 | 2007 VW372               | 3 novembre 2007   | Spacewatch          |

## 683601–683700
| Nome   | Designazione provvisoria | Data di scoperta  | Scopritore                |
| ------ | ------------------------ | ----------------- | ------------------------- |
| 683601 | 2007 VW374               | 12 novembre 2007  | Mount Lemmon Survey       |
| 683602 | 2007 VO378               | 7 novembre 2007   | Spacewatch                |
| 683603 | 2007 VH379               | 11 novembre 2007  | Mount Lemmon Survey       |
| 683604 | 2007 VV381               | 4 novembre 2007   | Mount Lemmon Survey       |
| 683605 | 2007 WF5                 | 14 novembre 2007  | Spacewatch                |
| 683606 | 2007 WF11                | 19 ottobre 2007   | LUSS                      |
| 683607 | 2007 WQ14                | 7 novembre 2007   | Spacewatch                |
| 683608 | 2007 WN17                | 28 agosto 2006    | Spacewatch                |
| 683609 | 2007 WE20                | 30 settembre 2006 | Mount Lemmon Survey       |
| 683610 | 2007 WT28                | 19 novembre 2007  | Spacewatch                |
| 683611 | 2007 WZ31                | 19 novembre 2007  | Mount Lemmon Survey       |
| 683612 | 2007 WS33                | 4 novembre 2007   | Spacewatch                |
| 683613 | 2007 WV33                | 8 novembre 2007   | Spacewatch                |
| 683614 | 2007 WE36                | 2 novembre 2007   | Spacewatch                |
| 683615 | 2007 WN36                | 19 novembre 2007  | Mount Lemmon Survey       |
| 683616 | 2007 WG37                | 19 novembre 2007  | Mount Lemmon Survey       |
| 683617 | 2007 WR38                | 19 novembre 2007  | Mount Lemmon Survey       |
| 683618 | 2007 WT45                | 20 novembre 2007  | Mount Lemmon Survey       |
| 683619 | 2007 WC49                | 8 novembre 2007   | Spacewatch                |
| 683620 | 2007 WB51                | 20 novembre 2007  | Mount Lemmon Survey       |
| 683621 | 2007 WN51                | 20 novembre 2007  | Mount Lemmon Survey       |
| 683622 | 2007 WO51                | 8 novembre 2007   | Spacewatch                |
| 683623 | 2007 WV59                | 19 novembre 2007  | Spacewatch                |
| 683624 | 2007 WL65                | 30 gennaio 2009   | Mount Lemmon Survey       |
| 683625 | 2007 WO65                | 17 novembre 2007  | Spacewatch                |
| 683626 | 2007 WY66                | 30 dicembre 2008  | Mount Lemmon Survey       |
| 683627 | 2007 WM68                | 28 maggio 2014    | Pan-STARRS                |
| 683628 | 2007 WY69                | 21 novembre 2007  | Mount Lemmon Survey       |
| 683629 | 2007 WM70                | 23 marzo 2014     | Mount Lemmon Survey       |
| 683630 | 2007 WC71                | 19 novembre 2007  | Spacewatch                |
| 683631 | 2007 WT71                | 20 novembre 2007  | Spacewatch                |
| 683632 | 2007 WJ72                | 20 novembre 2007  | Mount Lemmon Survey       |
| 683633 | 2007 WO72                | 18 novembre 2007  | Spacewatch                |
| 683634 | 2007 XD7                 | 13 novembre 2007  | Spacewatch                |
| 683635 | 2007 XV17                | 6 dicembre 2007   | Spacewatch                |
| 683636 | 2007 XS23                | 28 settembre 2003 | Spacewatch                |
| 683637 | 2007 XO58                | 19 novembre 2007  | LUSS                      |
| 683638 | 2007 XT59                | 17 ottobre 2010   | Mount Lemmon Survey       |
| 683639 | 2007 XH61                | 28 febbraio 2014  | Pan-STARRS                |
| 683640 | 2007 XM63                | 18 settembre 2011 | Mount Lemmon Survey       |
| 683641 | 2007 XR64                | 2 settembre 2016  | Mount Lemmon Survey       |
| 683642 | 2007 XU65                | 11 settembre 2014 | Pan-STARRS                |
| 683643 | 2007 XR66                | 9 aprile 2016     | Pan-STARRS                |
| 683644 | 2007 XG67                | 5 dicembre 2007   | Spacewatch                |
| 683645 | 2007 XH67                | 4 dicembre 2007   | Mount Lemmon Survey       |
| 683646 | 2007 XX67                | 5 gennaio 2013    | Spacewatch                |
| 683647 | 2007 XL69                | 5 dicembre 2007   | Spacewatch                |
| 683648 | 2007 XP69                | 4 dicembre 2007   | Spacewatch                |
| 683649 | 2007 XK70                | 5 dicembre 2007   | Spacewatch                |
| 683650 | 2007 XN70                | 4 dicembre 2007   | Mount Lemmon Survey       |
| 683651 | 2007 XU70                | 4 dicembre 2007   | Spacewatch                |
| 683652 | 2007 XJ72                | 15 dicembre 2007  | Mount Lemmon Survey       |
| 683653 | 2007 YF6                 | 17 novembre 2007  | Mount Lemmon Survey       |
| 683654 | 2007 YY17                | 16 dicembre 2007  | Spacewatch                |
| 683655 | 2007 YW26                | 18 dicembre 2007  | Mount Lemmon Survey       |
| 683656 | 2007 YS28                | 19 dicembre 2007  | Spacewatch                |
| 683657 | 2007 YK29                | 19 dicembre 2007  | K. Sárneczky              |
| 683658 | 2007 YO30                | 28 dicembre 2007  | Spacewatch                |
| 683659 | 2007 YG38                | 30 dicembre 2007  | Mount Lemmon Survey       |
| 683660 | 2007 YL47                | 30 dicembre 2007  | Spacewatch                |
| 683661 | 2007 YQ50                | 28 dicembre 2007  | Spacewatch                |
| 683662 | 2007 YO78                | 5 gennaio 2013    | Spacewatch                |
| 683663 | 2007 YP78                | 27 agosto 2011    | Pan-STARRS                |
| 683664 | 2007 YY78                | 18 dicembre 2007  | Mount Lemmon Survey       |
| 683665 | 2007 YS79                | 18 marzo 2010     | Mount Lemmon Survey       |
| 683666 | 2007 YZ79                | 30 agosto 2011    | Pan-STARRS                |
| 683667 | 2007 YU80                | 19 dicembre 2007  | Mount Lemmon Survey       |
| 683668 | 2007 YA81                | 30 dicembre 2007  | Spacewatch                |
| 683669 | 2007 YN82                | 20 febbraio 2009  | Mount Lemmon Survey       |
| 683670 | 2007 YP82                | 27 aprile 2009    | Mount Lemmon Survey       |
| 683671 | 2007 YQ86                | 31 dicembre 2007  | Mount Lemmon Survey       |
| 683672 | 2007 YW89                | 19 agosto 2001    | Cerro Tololo Obs.         |
| 683673 | 2007 YD90                | 2 gennaio 2012    | Mount Lemmon Survey       |
| 683674 | 2007 YM90                | 19 dicembre 2007  | Mount Lemmon Survey       |
| 683675 | 2007 YO96                | 18 dicembre 2007  | Mount Lemmon Survey       |
| 683676 | 2007 YY96                | 30 dicembre 2007  | Spacewatch                |
| 683677 | 2007 YF99                | 18 dicembre 2007  | Mount Lemmon Survey       |
| 683678 | 2008 AA14                | 10 gennaio 2008   | Mount Lemmon Survey       |
| 683679 | 2008 AW14                | 30 dicembre 2007  | Spacewatch                |
| 683680 | 2008 AR15                | 10 gennaio 2008   | Mount Lemmon Survey       |
| 683681 | 2008 AA24                | 10 gennaio 2008   | Mount Lemmon Survey       |
| 683682 | 2008 AX35                | 10 gennaio 2008   | Spacewatch                |
| 683683 | 2008 AC48                | 11 gennaio 2008   | Spacewatch                |
| 683684 | 2008 AD49                | 11 gennaio 2008   | Spacewatch                |
| 683685 | 2008 AX50                | 30 dicembre 2007  | Spacewatch                |
| 683686 | 2008 AA51                | 11 gennaio 2008   | Spacewatch                |
| 683687 | 2008 AN54                | 11 gennaio 2008   | Spacewatch                |
| 683688 | 2008 AT55                | 29 agosto 2006    | Spacewatch                |
| 683689 | 2008 AJ86                | 14 gennaio 2008   | Spacewatch                |
| 683690 | 2008 AW93                | 16 dicembre 2007  | Mount Lemmon Survey       |
| 683691 | 2008 AY93                | 19 ottobre 1998   | Spacewatch                |
| 683692 | 2008 AQ96                | 14 gennaio 2008   | Spacewatch                |
| 683693 | 2008 AF97                | 14 gennaio 2008   | Spacewatch                |
| 683694 | 2008 AR118               | 11 gennaio 2008   | Spacewatch                |
| 683695 | 2008 AT118               | 14 gennaio 2008   | Spacewatch                |
| 683696 | 2008 AD119               | 25 settembre 2006 | Spacewatch                |
| 683697 | 2008 AH119               | 22 ottobre 1995   | Spacewatch                |
| 683698 | 2008 AB124               | 6 gennaio 2008    | Osservatorio di Mauna Kea |
| 683699 | 2008 AU124               | 6 gennaio 2008    | Mauna Kea Obs.            |
| 683700 | 2008 AP125               | 6 gennaio 2008    | Mauna Kea Obs.            |

## 683701–683800
| Nome   | Designazione provvisoria | Data di scoperta  | Scopritore                |
| ------ | ------------------------ | ----------------- | ------------------------- |
| 683701 | 2008 AF130               | 30 dicembre 2007  | Spacewatch                |
| 683702 | 2008 AK133               | 6 gennaio 2008    | Osservatorio di Mauna Kea |
| 683703 | 2008 AS133               | 15 aprile 2005    | Spacewatch                |
| 683704 | 2008 AH141               | 11 gennaio 2008   | Spacewatch                |
| 683705 | 2008 AR141               | 24 settembre 2012 | Mount Lemmon Survey       |
| 683706 | 2008 AV147               | 14 ottobre 2010   | Mount Lemmon Survey       |
| 683707 | 2008 AW147               | 2 novembre 2016   | Mount Lemmon Survey       |
| 683708 | 2008 AN149               | 8 dicembre 2016   | Mount Lemmon Survey       |
| 683709 | 2008 AA150               | 10 gennaio 2008   | Mount Lemmon Survey       |
| 683710 | 2008 AO153               | 1 gennaio 2008    | Spacewatch                |
| 683711 | 2008 AJ154               | 11 gennaio 2008   | Spacewatch                |
| 683712 | 2008 AJ156               | 14 gennaio 2008   | Spacewatch                |
| 683713 | 2008 BO8                 | 16 gennaio 2008   | Spacewatch                |
| 683714 | 2008 BP12                | 16 febbraio 2004  | Spacewatch                |
| 683715 | 2008 BD14                | 19 gennaio 2008   | Mount Lemmon Survey       |
| 683716 | 2008 BC26                | 19 novembre 2003  | Spacewatch                |
| 683717 | 2008 BD56                | 26 ottobre 2011   | Pan-STARRS                |
| 683718 | 2008 BU57                | 28 novembre 2013  | Mount Lemmon Survey       |
| 683719 | 2008 BZ58                | 18 gennaio 2008   | Spacewatch                |
| 683720 | 2008 BC61                | 17 gennaio 2008   | Mount Lemmon Survey       |
| 683721 | 2008 BL61                | 18 gennaio 2008   | Mount Lemmon Survey       |
| 683722 | 2008 CD                  | 12 gennaio 2008   | Spacewatch                |
| 683723 | 2008 CL2                 | 3 ottobre 2006    | Mount Lemmon Survey       |
| 683724 | 2008 CC3                 | 30 agosto 2005    | Spacewatch                |
| 683725 | 2008 CF3                 | 2 febbraio 2008   | Mount Lemmon Survey       |
| 683726 | 2008 CM3                 | 11 gennaio 2008   | Mount Lemmon Survey       |
| 683727 | 2008 CJ30                | 16 marzo 2005     | Mount Lemmon Survey       |
| 683728 | 2008 CQ33                | 18 gennaio 2004   | Spacewatch                |
| 683729 | 2008 CX36                | 2 febbraio 2008   | Spacewatch                |
| 683730 | 2008 CU57                | 2 ottobre 2006    | Mount Lemmon Survey       |
| 683731 | 2008 CO59                | 7 febbraio 2008   | Mount Lemmon Survey       |
| 683732 | 2008 CN62                | 8 febbraio 2008   | Mount Lemmon Survey       |
| 683733 | 2008 CR63                | 12 gennaio 2008   | Spacewatch                |
| 683734 | 2008 CT65                | 8 febbraio 2008   | Mount Lemmon Survey       |
| 683735 | 2008 CR78                | 7 febbraio 2008   | Spacewatch                |
| 683736 | 2008 CM84                | 7 ottobre 2005    | Mount Lemmon Survey       |
| 683737 | 2008 CU84                | 7 febbraio 2008   | Spacewatch                |
| 683738 | 2008 CE93                | 8 febbraio 2008   | Mount Lemmon Survey       |
| 683739 | 2008 CN93                | 17 dicembre 2007  | Mount Lemmon Survey       |
| 683740 | 2008 CX96                | 9 febbraio 2008   | Spacewatch                |
| 683741 | 2008 CA99                | 9 febbraio 2008   | Spacewatch                |
| 683742 | 2008 CS99                | 9 febbraio 2008   | Spacewatch                |
| 683743 | 2008 CO104               | 9 febbraio 2008   | Mount Lemmon Survey       |
| 683744 | 2008 CR105               | 9 febbraio 2008   | Mount Lemmon Survey       |
| 683745 | 2008 CT105               | 2 ottobre 2006    | Mount Lemmon Survey       |
| 683746 | 2008 CW108               | 9 febbraio 2008   | Mount Lemmon Survey       |
| 683747 | 2008 CH124               | 7 febbraio 2008   | Mount Lemmon Survey       |
| 683748 | 2008 CC138               | 8 febbraio 2008   | Spacewatch                |
| 683749 | 2008 CL139               | 1 dicembre 2003   | Spacewatch                |
| 683750 | 2008 CR139               | 8 febbraio 2008   | Mount Lemmon Survey       |
| 683751 | 2008 CG146               | 9 febbraio 2008   | Spacewatch                |
| 683752 | 2008 CR147               | 1 novembre 2006   | Spacewatch                |
| 683753 | 2008 CO154               | 9 febbraio 2008   | Mount Lemmon Survey       |
| 683754 | 2008 CA156               | 9 febbraio 2008   | CSS                       |
| 683755 | 2008 CZ156               | 9 febbraio 2008   | Spacewatch                |
| 683756 | 2008 CT160               | 9 febbraio 2008   | Spacewatch                |
| 683757 | 2008 CD164               | 10 febbraio 2008  | Mount Lemmon Survey       |
| 683758 | 2008 CZ168               | 12 febbraio 2008  | Mount Lemmon Survey       |
| 683759 | 2008 CR188               | 2 ottobre 2006    | Spacewatch                |
| 683760 | 2008 CT196               | 7 febbraio 2008   | Spacewatch                |
| 683761 | 2008 CB206               | 6 febbraio 2008   | Spacewatch                |
| 683762 | 2008 CT213               | 10 febbraio 2008  | Spacewatch                |
| 683763 | 2008 CG216               | 23 novembre 2006  | Spacewatch                |
| 683764 | 2008 CU218               | 11 febbraio 2008  | Mount Lemmon Survey       |
| 683765 | 2008 CR219               | 10 febbraio 2008  | Mount Lemmon Survey       |
| 683766 | 2008 CF220               | 9 febbraio 2008   | CSS                       |
| 683767 | 2008 CM220               | 16 febbraio 2013  | Mount Lemmon Survey       |
| 683768 | 2008 CD222               | 17 giugno 2013    | Mount Lemmon Survey       |
| 683769 | 2008 CC224               | 9 febbraio 2008   | Mount Lemmon Survey       |
| 683770 | 2008 CQ224               | 28 febbraio 2014  | Pan-STARRS                |
| 683771 | 2008 CJ225               | 8 febbraio 2008   | Spacewatch                |
| 683772 | 2008 CX225               | 1 febbraio 2012   | Spacewatch                |
| 683773 | 2008 CQ228               | 30 marzo 2016     | Pan-STARRS                |
| 683774 | 2008 CC229               | 10 gennaio 2008   | Mount Lemmon Survey       |
| 683775 | 2008 CF229               | 15 marzo 2013     | Mount Lemmon Survey       |
| 683776 | 2008 CA230               | 9 febbraio 2013   | Pan-STARRS                |
| 683777 | 2008 CG234               | 8 febbraio 2008   | Spacewatch                |
| 683778 | 2008 CQ234               | 24 dicembre 2017  | Pan-STARRS                |
| 683779 | 2008 CD235               | 5 aprile 2014     | Pan-STARRS                |
| 683780 | 2008 CH236               | 7 febbraio 2008   | Mount Lemmon Survey       |
| 683781 | 2008 CD241               | 13 febbraio 2008  | Spacewatch                |
| 683782 | 2008 CS241               | 8 febbraio 2008   | Mount Lemmon Survey       |
| 683783 | 2008 CS242               | 10 febbraio 2008  | Spacewatch                |
| 683784 | 2008 CB243               | 7 febbraio 2008   | Spacewatch                |
| 683785 | 2008 CR243               | 7 febbraio 2008   | Mount Lemmon Survey       |
| 683786 | 2008 CG244               | 9 febbraio 2008   | CSS                       |
| 683787 | 2008 CY244               | 10 febbraio 2008  | Spacewatch                |
| 683788 | 2008 CD245               | 10 febbraio 2008  | Mount Lemmon Survey       |
| 683789 | 2008 CT245               | 8 febbraio 2008   | Spacewatch                |
| 683790 | 2008 CJ246               | 10 febbraio 2008  | Spacewatch                |
| 683791 | 2008 CD247               | 12 febbraio 2008  | Spacewatch                |
| 683792 | 2008 CS247               | 9 febbraio 2008   | Mount Lemmon Survey       |
| 683793 | 2008 CY247               | 14 febbraio 2008  | Mount Lemmon Survey       |
| 683794 | 2008 CA248               | 10 febbraio 2008  | Spacewatch                |
| 683795 | 2008 CU248               | 13 febbraio 2008  | Spacewatch                |
| 683796 | 2008 CV248               | 7 febbraio 2008   | Spacewatch                |
| 683797 | 2008 CT249               | 7 febbraio 2008   | Mount Lemmon Survey       |
| 683798 | 2008 CL250               | 8 febbraio 2008   | Mount Lemmon Survey       |
| 683799 | 2008 CO250               | 9 febbraio 2008   | Mount Lemmon Survey       |
| 683800 | 2008 DP6                 | 24 febbraio 2008  | Mount Lemmon Survey       |

## 683801–683900
| Nome   | Designazione provvisoria | Data di scoperta  | Scopritore                          |
| ------ | ------------------------ | ----------------- | ----------------------------------- |
| 683801 | 2008 DL12                | 7 febbraio 2008   | Spacewatch                          |
| 683802 | 2008 DF29                | 2 febbraio 2008   | Spacewatch                          |
| 683803 | 2008 DB43                | 28 febbraio 2008  | Spacewatch                          |
| 683804 | 2008 DX44                | 24 novembre 2006  | Mount Lemmon Survey                 |
| 683805 | 2008 DP45                | 28 febbraio 2008  | Mount Lemmon Survey                 |
| 683806 | 2008 DV51                | 18 gennaio 2008   | Mount Lemmon Survey                 |
| 683807 | 2008 DE61                | 28 febbraio 2008  | Mount Lemmon Survey                 |
| 683808 | 2008 DH62                | 28 febbraio 2008  | Mount Lemmon Survey                 |
| 683809 | 2008 DT63                | 28 febbraio 2008  | Mount Lemmon Survey                 |
| 683810 | 2008 DK64                | 26 febbraio 2004  | M. W. Buie, D. E. Trilling          |
| 683811 | 2008 DF74                | 28 febbraio 2008  | Mount Lemmon Survey                 |
| 683812 | 2008 DP76                | 28 febbraio 2008  | Mount Lemmon Survey                 |
| 683813 | 2008 DT79                | 29 febbraio 2008  | CSS                                 |
| 683814 | 2008 DH96                | 28 febbraio 2008  | Mount Lemmon Survey                 |
| 683815 | 2008 DP96                | 18 febbraio 2008  | Mount Lemmon Survey                 |
| 683816 | 2008 DQ96                | 16 novembre 2006  | Spacewatch                          |
| 683817 | 2008 DM97                | 28 febbraio 2008  | Mount Lemmon Survey                 |
| 683818 | 2008 EB4                 | 1 marzo 2008      | Mount Lemmon Survey                 |
| 683819 | 2008 EC7                 | 16 ottobre 2006   | Spacewatch                          |
| 683820 | 2008 ER12                | 10 febbraio 2008  | Spacewatch                          |
| 683821 | 2008 EK14                | 14 febbraio 2002  | Spacewatch                          |
| 683822 | 2008 EM31                | 5 marzo 2008      | Mount Lemmon Survey                 |
| 683823 | 2008 EB35                | 2 marzo 2008      | Mount Lemmon Survey                 |
| 683824 | 2008 EF45                | 18 novembre 2003  | Spacewatch                          |
| 683825 | 2008 ES45                | 5 marzo 2008      | Mount Lemmon Survey                 |
| 683826 | 2008 EA52                | 17 novembre 2006  | Mount Lemmon Survey                 |
| 683827 | 2008 ET55                | 7 marzo 2008      | Mount Lemmon Survey                 |
| 683828 | 2008 EY61                | 9 marzo 2008      | Mount Lemmon Survey                 |
| 683829 | 2008 ER67                | 9 marzo 2008      | Mount Lemmon Survey                 |
| 683830 | 2008 EK80                | 11 gennaio 2008   | Spacewatch                          |
| 683831 | 2008 ES80                | 28 agosto 2003    | NEAT                                |
| 683832 | 2008 EO81                | 6 marzo 2008      | Mount Lemmon Survey                 |
| 683833 | 2008 ET86                | 7 marzo 2008      | Spacewatch                          |
| 683834 | 2008 EM90                | 8 marzo 2008      | Spacewatch                          |
| 683835 | 2008 EL93                | 1 marzo 2008      | Mount Lemmon Survey                 |
| 683836 | 2008 EH95                | 6 marzo 2008      | Mount Lemmon Survey                 |
| 683837 | 2008 EX95                | 6 marzo 2008      | Mount Lemmon Survey                 |
| 683838 | 2008 ES98                | 31 gennaio 2008   | CSS                                 |
| 683839 | 2008 EM101               | 5 marzo 2008      | Mount Lemmon Survey                 |
| 683840 | 2008 EO101               | 5 marzo 2008      | Mount Lemmon Survey                 |
| 683841 | 2008 EK103               | 5 marzo 2008      | Mount Lemmon Survey                 |
| 683842 | 2008 EV104               | 6 marzo 2008      | Mount Lemmon Survey                 |
| 683843 | 2008 EQ105               | 25 aprile 2003    | Spacewatch                          |
| 683844 | 2008 EO106               | 6 marzo 2008      | Mount Lemmon Survey                 |
| 683845 | 2008 EC107               | 6 marzo 2008      | Mount Lemmon Survey                 |
| 683846 | 2008 EG107               | 6 marzo 2008      | Mount Lemmon Survey                 |
| 683847 | 2008 EB112               | 14 aprile 2004    | Spacewatch                          |
| 683848 | 2008 EE112               | 8 marzo 2008      | Mount Lemmon Survey                 |
| 683849 | 2008 EX112               | 8 marzo 2008      | Spacewatch                          |
| 683850 | 2008 EP113               | 8 marzo 2008      | Mount Lemmon Survey                 |
| 683851 | 2008 EK124               | 2 marzo 2008      | Spacewatch                          |
| 683852 | 2008 EN125               | 10 marzo 2008     | Mount Lemmon Survey                 |
| 683853 | 2008 EH129               | 11 marzo 2008     | Spacewatch                          |
| 683854 | 2008 EH130               | 27 dicembre 2006  | Mount Lemmon Survey                 |
| 683855 | 2008 EW131               | 28 febbraio 2008  | Spacewatch                          |
| 683856 | 2008 EY132               | 11 marzo 2008     | Mount Lemmon Survey                 |
| 683857 | 2008 EH133               | 11 marzo 2008     | Mount Lemmon Survey                 |
| 683858 | 2008 EU135               | 31 agosto 2005    | Spacewatch                          |
| 683859 | 2008 EL142               | 15 dicembre 2006  | Spacewatch                          |
| 683860 | 2008 ED143               | 6 marzo 2008      | Mount Lemmon Survey                 |
| 683861 | 2008 EV143               | 15 marzo 2008     | Mount Lemmon Survey                 |
| 683862 | 2008 EE144               | 11 marzo 2008     | Spacewatch                          |
| 683863 | 2008 EJ144               | 27 agosto 2005    | NEAT                                |
| 683864 | 2008 EA146               | 7 marzo 2008      | Mount Lemmon Survey                 |
| 683865 | 2008 EQ155               | 18 gennaio 2016   | Mount Lemmon Survey                 |
| 683866 | 2008 EO162               | 13 marzo 2008     | Spacewatch                          |
| 683867 | 2008 EP171               | 6 ottobre 2005    | Mount Lemmon Survey                 |
| 683868 | 2008 EK172               | 31 agosto 2013    | M. Żołnowski, M. Kusiak             |
| 683869 | 2008 EB173               | 19 luglio 2009    | Osservatorio astronomico di Maiorca |
| 683870 | 2008 EH174               | 21 dicembre 2014  | Pan-STARRS                          |
| 683871 | 2008 EG175               | 20 ottobre 2016   | Mount Lemmon Survey                 |
| 683872 | 2008 ET175               | 30 novembre 2011  | Pan-STARRS                          |
| 683873 | 2008 EF176               | 13 dicembre 2010  | Mount Lemmon Survey                 |
| 683874 | 2008 EO176               | 5 febbraio 2013   | Spacewatch                          |
| 683875 | 2008 EW176               | 8 ottobre 2016    | Pan-STARRS                          |
| 683876 | 2008 EO179               | 17 febbraio 2013  | Spacewatch                          |
| 683877 | 2008 EQ180               | 15 marzo 2008     | Mount Lemmon Survey                 |
| 683878 | 2008 EY180               | 19 settembre 2014 | Pan-STARRS                          |
| 683879 | 2008 EC181               | 19 luglio 2015    | Pan-STARRS                          |
| 683880 | 2008 EZ181               | 5 marzo 2008      | Mount Lemmon Survey                 |
| 683881 | 2008 EB182               | 11 settembre 2015 | Pan-STARRS                          |
| 683882 | 2008 EL183               | 26 maggio 2014    | Pan-STARRS                          |
| 683883 | 2008 EP183               | 23 dicembre 2012  | Pan-STARRS                          |
| 683884 | 2008 EU183               | 23 novembre 1997  | Spacewatch                          |
| 683885 | 2008 ED184               | 22 novembre 2017  | Pan-STARRS                          |
| 683886 | 2008 ER184               | 30 aprile 2014    | Pan-STARRS                          |
| 683887 | 2008 ES184               | 7 febbraio 2011   | Mount Lemmon Survey                 |
| 683888 | 2008 EX184               | 5 marzo 2011      | Mount Lemmon Survey                 |
| 683889 | 2008 EN185               | 20 settembre 2011 | Spacewatch                          |
| 683890 | 2008 EG186               | 12 luglio 2015    | Pan-STARRS                          |
| 683891 | 2008 EN186               | 27 giugno 2015    | Pan-STARRS                          |
| 683892 | 2008 EQ187               | 7 maggio 2014     | Pan-STARRS                          |
| 683893 | 2008 ET187               | 14 aprile 2012    | Pan-STARRS                          |
| 683894 | 2008 EV188               | 9 ottobre 2013    | Spacewatch                          |
| 683895 | 2008 ES189               | 25 marzo 2012     | Mount Lemmon Survey                 |
| 683896 | 2008 EX189               | 25 ottobre 2001   | SDSS Collaboration                  |
| 683897 | 2008 EA190               | 11 marzo 2008     | Spacewatch                          |
| 683898 | 2008 EW190               | 8 marzo 2008      | Spacewatch                          |
| 683899 | 2008 EN191               | 2 marzo 2008      | Spacewatch                          |
| 683900 | 2008 EX191               | 1 marzo 2008      | Spacewatch                          |

## 683901–684000
| Nome   | Designazione provvisoria | Data di scoperta  | Scopritore             |
| ------ | ------------------------ | ----------------- | ---------------------- |
| 683901 | 2008 EC192               | 1 marzo 2008      | Mount Lemmon Survey    |
| 683902 | 2008 ES192               | 6 marzo 2008      | Mount Lemmon Survey    |
| 683903 | 2008 EZ192               | 6 marzo 2008      | Mount Lemmon Survey    |
| 683904 | 2008 EE193               | 15 marzo 2008     | Spacewatch             |
| 683905 | 2008 EV194               | 15 marzo 2008     | Mount Lemmon Survey    |
| 683906 | 2008 EM196               | 10 marzo 2008     | Spacewatch             |
| 683907 | 2008 ER197               | 12 marzo 2008     | Spacewatch             |
| 683908 | 2008 ET197               | 11 marzo 2008     | Spacewatch             |
| 683909 | 2008 FZ1                 | 25 marzo 2008     | Spacewatch             |
| 683910 | 2008 FY12                | 26 marzo 2008     | Mount Lemmon Survey    |
| 683911 | 2008 FF13                | 26 marzo 2008     | Mount Lemmon Survey    |
| 683912 | 2008 FC21                | 27 marzo 2008     | Spacewatch             |
| 683913 | 2008 FZ22                | 27 marzo 2008     | Spacewatch             |
| 683914 | 2008 FX24                | 27 marzo 2008     | Spacewatch             |
| 683915 | 2008 FF25                | 5 marzo 2008      | Spacewatch             |
| 683916 | 2008 FH31                | 5 marzo 2008      | Mount Lemmon Survey    |
| 683917 | 2008 FQ33                | 27 marzo 2003     | NEAT                   |
| 683918 | 2008 FF34                | 28 marzo 2008     | Mount Lemmon Survey    |
| 683919 | 2008 FR38                | 10 marzo 2008     | Spacewatch             |
| 683920 | 2008 FX38                | 10 marzo 2008     | Spacewatch             |
| 683921 | 2008 FX44                | 28 marzo 2008     | Mount Lemmon Survey    |
| 683922 | 2008 FD45                | 28 marzo 2008     | Mount Lemmon Survey    |
| 683923 | 2008 FB48                | 28 marzo 2008     | Mount Lemmon Survey    |
| 683924 | 2008 FM49                | 12 marzo 2008     | Spacewatch             |
| 683925 | 2008 FT53                | 13 marzo 2008     | Spacewatch             |
| 683926 | 2008 FB63                | 27 marzo 2008     | Spacewatch             |
| 683927 | 2008 FD74                | 31 marzo 2008     | Spacewatch             |
| 683928 | 2008 FQ74                | 31 marzo 2008     | Mount Lemmon Survey    |
| 683929 | 2008 FS74                | 22 novembre 2006  | Mount Lemmon Survey    |
| 683930 | 2008 FB78                | 10 marzo 2008     | Spacewatch             |
| 683931 | 2008 FX78                | 31 luglio 2000    | M. W. Buie, S. D. Kern |
| 683932 | 2008 FU79                | 5 marzo 2008      | Spacewatch             |
| 683933 | 2008 FL80                | 15 marzo 2008     | Mount Lemmon Survey    |
| 683934 | 2008 FG81                | 27 marzo 2008     | Mount Lemmon Survey    |
| 683935 | 2008 FQ81                | 27 marzo 2008     | Mount Lemmon Survey    |
| 683936 | 2008 FT90                | 12 ottobre 2006   | Spacewatch             |
| 683937 | 2008 FR91                | 24 novembre 2006  | Spacewatch             |
| 683938 | 2008 FJ103               | 30 marzo 2008     | Spacewatch             |
| 683939 | 2008 FU108               | 31 marzo 2008     | Mount Lemmon Survey    |
| 683940 | 2008 FK109               | 31 marzo 2008     | Mount Lemmon Survey    |
| 683941 | 2008 FS118               | 8 marzo 2008      | Spacewatch             |
| 683942 | 2008 FT118               | 31 marzo 2008     | Mount Lemmon Survey    |
| 683943 | 2008 FJ119               | 31 marzo 2008     | Mount Lemmon Survey    |
| 683944 | 2008 FM133               | 27 marzo 2008     | Spacewatch             |
| 683945 | 2008 FR133               | 28 marzo 2008     | Mount Lemmon Survey    |
| 683946 | 2008 FZ135               | 31 marzo 2008     | Mount Lemmon Survey    |
| 683947 | 2008 FD140               | 14 gennaio 2002   | Spacewatch             |
| 683948 | 2008 FS141               | 23 marzo 2013     | Mount Lemmon Survey    |
| 683949 | 2008 FA142               | 13 ottobre 2010   | CSS                    |
| 683950 | 2008 FU142               | 9 ottobre 2010    | Mount Lemmon Survey    |
| 683951 | 2008 FW143               | 19 settembre 2010 | Spacewatch             |
| 683952 | 2008 FX143               | 30 marzo 2008     | Spacewatch             |
| 683953 | 2008 FE144               | 28 marzo 2008     | Mount Lemmon Survey    |
| 683954 | 2008 FQ145               | 28 marzo 2008     | Mount Lemmon Survey    |
| 683955 | 2008 FH148               | 28 marzo 2008     | Mount Lemmon Survey    |
| 683956 | 2008 FZ148               | 27 marzo 2008     | Mount Lemmon Survey    |
| 683957 | 2008 FA149               | 27 marzo 2008     | Mount Lemmon Survey    |
| 683958 | 2008 FN149               | 31 marzo 2008     | Mount Lemmon Survey    |
| 683959 | 2008 FB150               | 31 marzo 2008     | Mount Lemmon Survey    |
| 683960 | 2008 FD150               | 28 marzo 2008     | Mount Lemmon Survey    |
| 683961 | 2008 GH13                | 27 marzo 2008     | Mount Lemmon Survey    |
| 683962 | 2008 GC14                | 3 aprile 2008     | Mount Lemmon Survey    |
| 683963 | 2008 GN15                | 3 aprile 2008     | Mount Lemmon Survey    |
| 683964 | 2008 GH22                | 1 aprile 2008     | Mount Lemmon Survey    |
| 683965 | 2008 GP22                | 4 marzo 2008      | Mount Lemmon Survey    |
| 683966 | 2008 GF23                | 1 aprile 2008     | Mount Lemmon Survey    |
| 683967 | 2008 GE28                | 3 aprile 2008     | Spacewatch             |
| 683968 | 2008 GS29                | 27 marzo 2008     | Mount Lemmon Survey    |
| 683969 | 2008 GW30                | 11 marzo 2008     | Spacewatch             |
| 683970 | 2008 GA39                | 3 aprile 2008     | Spacewatch             |
| 683971 | 2008 GV39                | 4 aprile 2008     | Spacewatch             |
| 683972 | 2008 GE45                | 11 marzo 2007     | Mount Lemmon Survey    |
| 683973 | 2008 GY45                | 4 aprile 2008     | Spacewatch             |
| 683974 | 2008 GS47                | 4 aprile 2008     | Spacewatch             |
| 683975 | 2008 GP53                | 5 aprile 2008     | Mount Lemmon Survey    |
| 683976 | 2008 GO55                | 5 aprile 2008     | Mount Lemmon Survey    |
| 683977 | 2008 GQ55                | 5 aprile 2008     | Mount Lemmon Survey    |
| 683978 | 2008 GV56                | 26 dicembre 2006  | Spacewatch             |
| 683979 | 2008 GD58                | 5 aprile 2008     | Mount Lemmon Survey    |
| 683980 | 2008 GN58                | 5 aprile 2008     | Mount Lemmon Survey    |
| 683981 | 2008 GO58                | 12 marzo 2008     | Mount Lemmon Survey    |
| 683982 | 2008 GZ58                | 28 marzo 2008     | Mount Lemmon Survey    |
| 683983 | 2008 GG62                | 5 aprile 2008     | Mount Lemmon Survey    |
| 683984 | 2008 GU71                | 7 aprile 2008     | Spacewatch             |
| 683985 | 2008 GM75                | 30 marzo 2008     | Spacewatch             |
| 683986 | 2008 GE76                | 7 aprile 2008     | Mount Lemmon Survey    |
| 683987 | 2008 GS77                | 3 aprile 2008     | Spacewatch             |
| 683988 | 2008 GY78                | 1 ottobre 2005    | Spacewatch             |
| 683989 | 2008 GN84                | 30 marzo 2008     | Spacewatch             |
| 683990 | 2008 GT84                | 8 aprile 2008     | Mount Lemmon Survey    |
| 683991 | 2008 GB87                | 2 marzo 2008      | Mount Lemmon Survey    |
| 683992 | 2008 GA92                | 6 aprile 2008     | Mount Lemmon Survey    |
| 683993 | 2008 GW94                | 2 ottobre 2006    | Mount Lemmon Survey    |
| 683994 | 2008 GB96                | 8 aprile 2008     | Spacewatch             |
| 683995 | 2008 GH99                | 9 aprile 2008     | Spacewatch             |
| 683996 | 2008 GG103               | 13 marzo 2008     | Spacewatch             |
| 683997 | 2008 GQ103               | 11 aprile 2008    | Spacewatch             |
| 683998 | 2008 GJ104               | 3 aprile 2008     | Spacewatch             |
| 683999 | 2008 GK116               | 11 marzo 2008     | Spacewatch             |
| 684000 | 2008 GO117               | 30 marzo 2008     | Spacewatch             |